# Ваздухопловна база Марч (Калифорнија)
Ваздухопловна база Марч (енгл. March ARB) насељено је место без административног статуса у америчкој савезној држави Калифорнија.

## Демографија
По попису из 2010. године број становника је 1.159, што је 789 (213,2%) становника више него 2000. године.
| Група             | 2000.       | 2010.       |
| Белци             | 217 (58,6%) | 748 (64,5%) |
| Афроамериканци    | 66 (17,8%)  | 171 (14,8%) |
| Азијати           | 17 (4,6%)   | 35 (3,0%)   |
| Хиспаноамериканци | 44 (11,9%)  | 172 (14,8%) |
| Укупно            | 370         | 1.159       |